# Sweet Night
"Sweet Night" là một bài hát được thu âm bởi nam ca sĩ người Hàn Quốc V từ nhóm nhạc BTS làm nhạc phim cho bộ phim truyền hình Hàn Quốc năm 2020 Tầng lớp Itaewon. Bài hát được phát hành để tải xuống và phát trực tuyến vào ngày 13 tháng 3 năm 2020 bởi Công ty Vlending.

## Diễn biến thương mại
"Sweet Night" ra mắt ở vị trí thứ 39 trên Circle Digital Chart của Hàn Quốc trong bảng xếp hạng số ra vào ngày 8–14 tháng 3 năm 2020; trên các bảng xếp hạng thành phần, bài hát còn ra mắt ở vị trí thứ ba trên Circle Download Chart, thứ 89 trên Circle Streaming Chart, và thứ 31 trên Circle BGM Chart. Trong tuần tiếp theo, bài hát đã vươn lên vị trí thứ 14 trên Circle Digital Chart, và vị trí thứ 22 trên Circle Streaming Chart.

## Bảng xếp hạng
| Bảng xếp hạng (2020)                   | Thứ hạng |
| -------------------------------------- | -------- |
| Hungary (MAHASZ)                       | 1        |
| New Zealand Hot Singles (RMNZ)         | 34       |
| Hàn Quốc (Circle)                      | 14       |
| Hàn Quốc (K-pop Hot 100)               | 19       |
| Hoa Kỳ Digital Songs Sales (Billboard) | 2        |

## Lịch sử phát hành
| Quốc gia | Ngày phát hành      | Định dạng                 | Hãng đĩa         |
| -------- | ------------------- | ------------------------- | ---------------- |
| Toàn cầu | 13 tháng 3 năm 2020 | Tải xuống phát trực tuyến | Vlending Company |